# Schizognathus mesosternalis
Schizognathus mesosternalis är en skalbaggsart som beskrevs av Ohaus 1912. Schizognathus mesosternalis ingår i släktet Schizognathus och familjen Rutelidae. Inga underarter finns listade i Catalogue of Life.